# Imperial (Nebraska)
Imperial es una ciudad ubicada en el condado de Chase en el estado estadounidense de Nebraska. En el Censo de 2010 tenía una población de 2071 habitantes y una densidad poblacional de 271,06 personas por km².

## Geografía
Imperial se encuentra ubicada en las coordenadas 40°30′52″N 101°38′21″O / 40.51444, -101.63917. Según la Oficina del Censo de los Estados Unidos, Imperial tiene una superficie total de 7.64 km², de la cual 7.64 km² corresponden a tierra firme y (0.03 %) 0 km² es agua.

## Demografía
Según el censo de 2010, había 2071 personas residiendo en Imperial. La densidad de población era de 271.06 hab./km². De los 2071 habitantes, Imperial estaba compuesto por el 88.31 % blancos, el 0.05 % eran afroamericanos, el 0.1 % eran amerindios, el 0.1 % eran asiáticos, el 0 % eran isleños del Pacífico, el 9.56 % eran de otras razas y el 1.88 % pertenecían a dos o más razas. Del total de la población el 15.35 % eran hispanos o latinos de cualquier raza.